# Bisdom Kontagora
Het bisdom Kontagora (Latijn: Dioecesis Kontagoranus) is een rooms-katholiek bisdom met als zetel de stad Kontagora in Nigeria. Het bisdom is suffragaan aan het aartsbisdom Kaduna.

## Geschiedenis
Het bisdom werd opgericht op 15 december 1995, uit gebied van de bisdommen Ilorin, Minna, en Sokoto, als de apostolische prefectuur Kontagora. Op 21 mei 2002 werd het een apostolisch vicariaat, en op 2 april 2020 een bisdom. 

## Parochies
In 2020 telde het bisdom 20 parochies. Het bisdom had in 2020 een oppervlakte van 46.000 km2 en telde 2.620.688 inwoners waarvan 2,7% rooms-katholiek was.

## Bisschoppen
- Timothy Joseph Carroll (15 december 1995 - 30 april 2010)
- Bulus Dauwa Yohanna (2 februari 2012 - heden)

Kaduna (aartsbisdom) · Kafanchan · Kano · Kontagora · Minna · Sokoto · Zaria